# Glaresis pardoalcaidei
Glaresis pardoalcaidei is een keversoort uit de familie Glaresidae. De wetenschappelijke naam van de soort is voor het eerst geldig gepubliceerd in 1961 door Martinez, Pereira & Vulcano.